# Jules Grandjouan
Pour les articles homonymes, voir Grandjouan.
Jules Grandjouan, né le 22 décembre 1875 à Nantes et mort le 12 novembre 1968 dans la même ville, est un dessinateur, peintre, affichiste, syndicaliste révolutionnaire et anarchiste libertaire français.

## Biographie

### Famille et formation
Jules Grandjouan est issu par son père, Julien Grandjouan, d'une famille de la bourgeoisie nantaise, dont est notamment issu son oncle l'industriel Paul Grandjouan (1841-1907), entrepreneur du service de répurgation de la ville de Nantes (Grandjouan Onyx) ; il est le cousin de Jean Émile Laboureur.
Il suit le cursus scolaire lycée-faculté de droit, mais son goût pour le dessin l'emporte sur l'étude notariale où il fait ses débuts professionnels en tant que clerc de notaire à Nantes en 1897.

### Le syndicaliste révolutionnaire
Précurseur en matière d'affiches sociales et politiques, il est à partir de 1900, année de son installation à Paris, un dessinateur de presse prolifique, illustrant et popularisant ses convictions syndicalistes révolutionnaires. L'analyse de sa participation à L'Assiette au beurre de 1901 à 1912, notamment aux côtés de Václav Hradecký, permet de dégager ses thèmes favoris : antimilitarisme, antipatriotisme et anticléricalisme.
Jusqu'à l'année 1914, il dessine pour deux types de journaux et revues : d'une part la presse syndicaliste et libertaire à laquelle le rattachent ses idées, Le Libertaire, La Voix du Peuple, Les Temps nouveaux, La Guerre sociale, La Bataille syndicaliste, Le Travailleur du bâtiment, etc. et pour l'autre part la presse humoristique, dont l'abondance des titres montrent un lectorat friand de rire, plus que de politique révolutionnaire, Le Rire, Le Sourire, Le Charivari.
Il illustre ainsi les conditions de travail dans l'industrie du verre pour La Voix des verriers, journal des travailleurs du verre et la céramique CGT.

Images pour La Voix des verriers
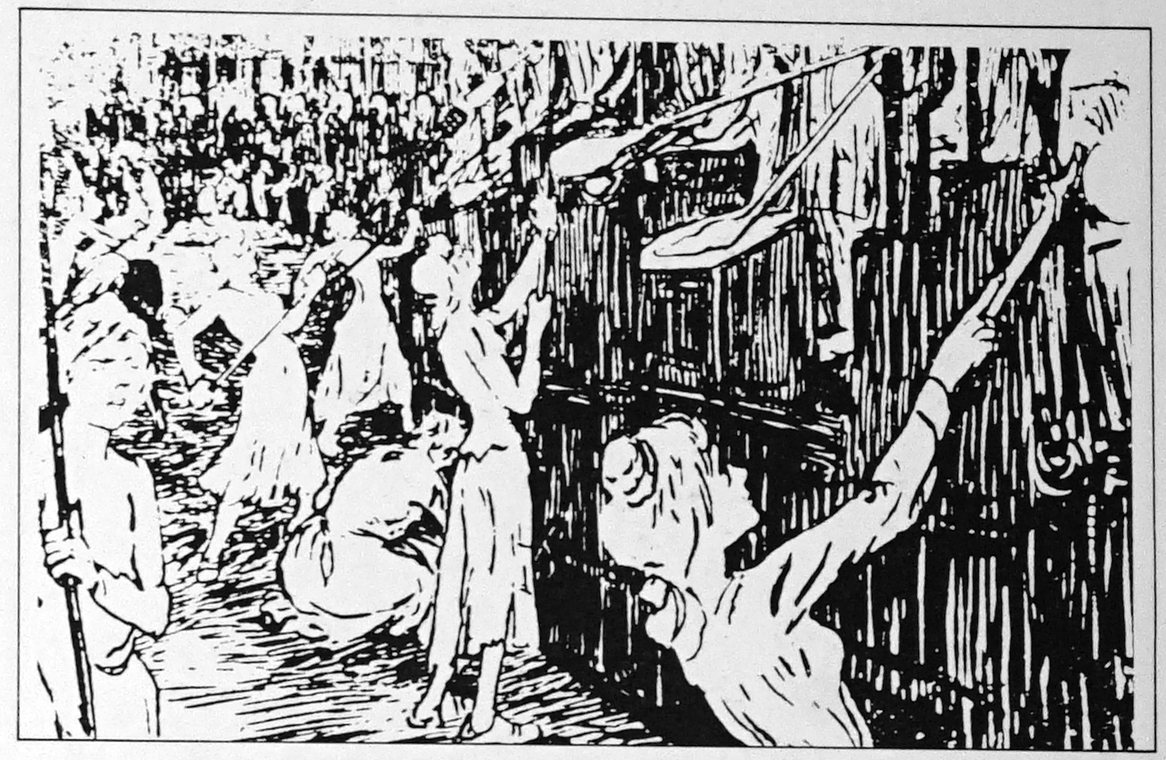
Le travail des fillettes.
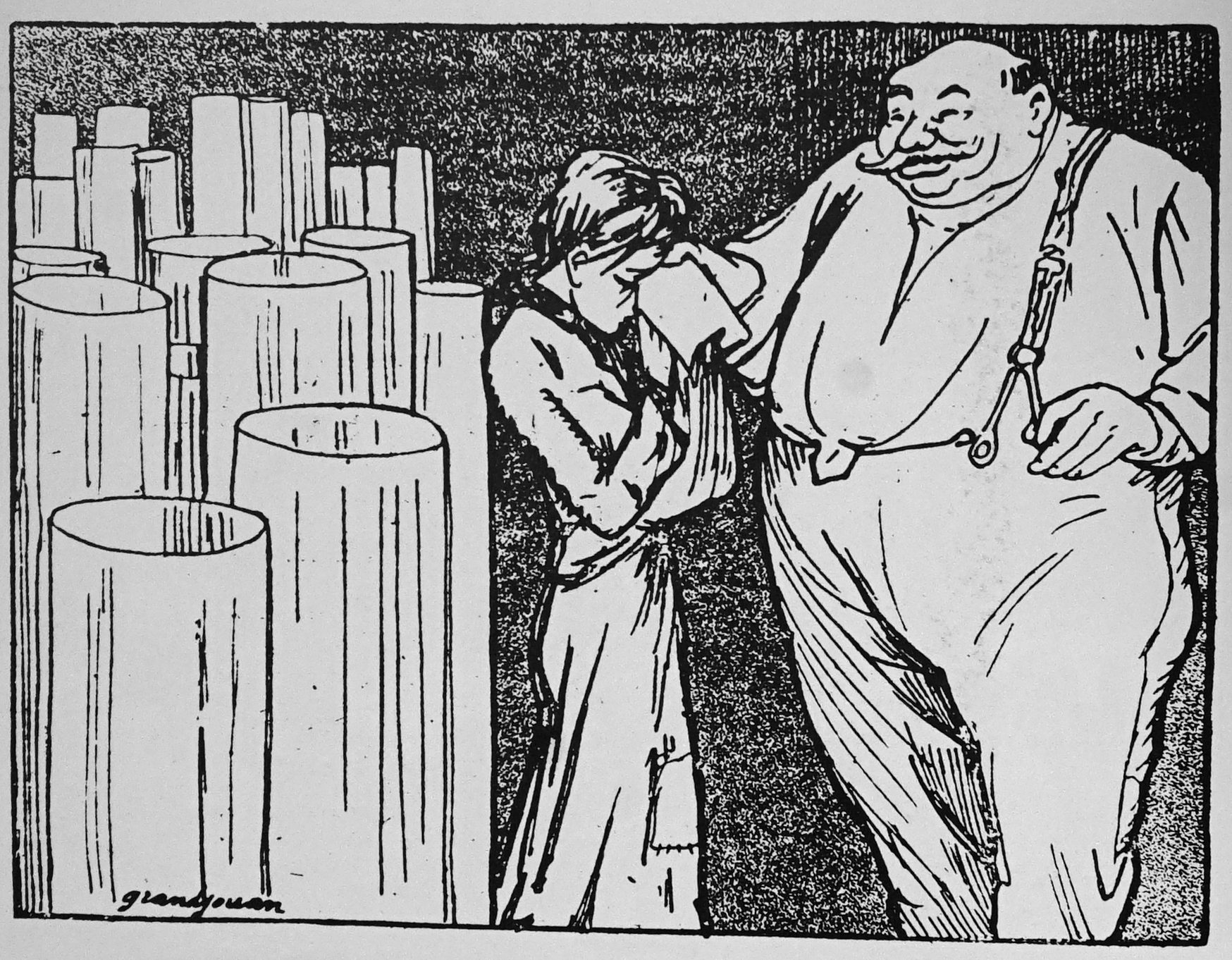
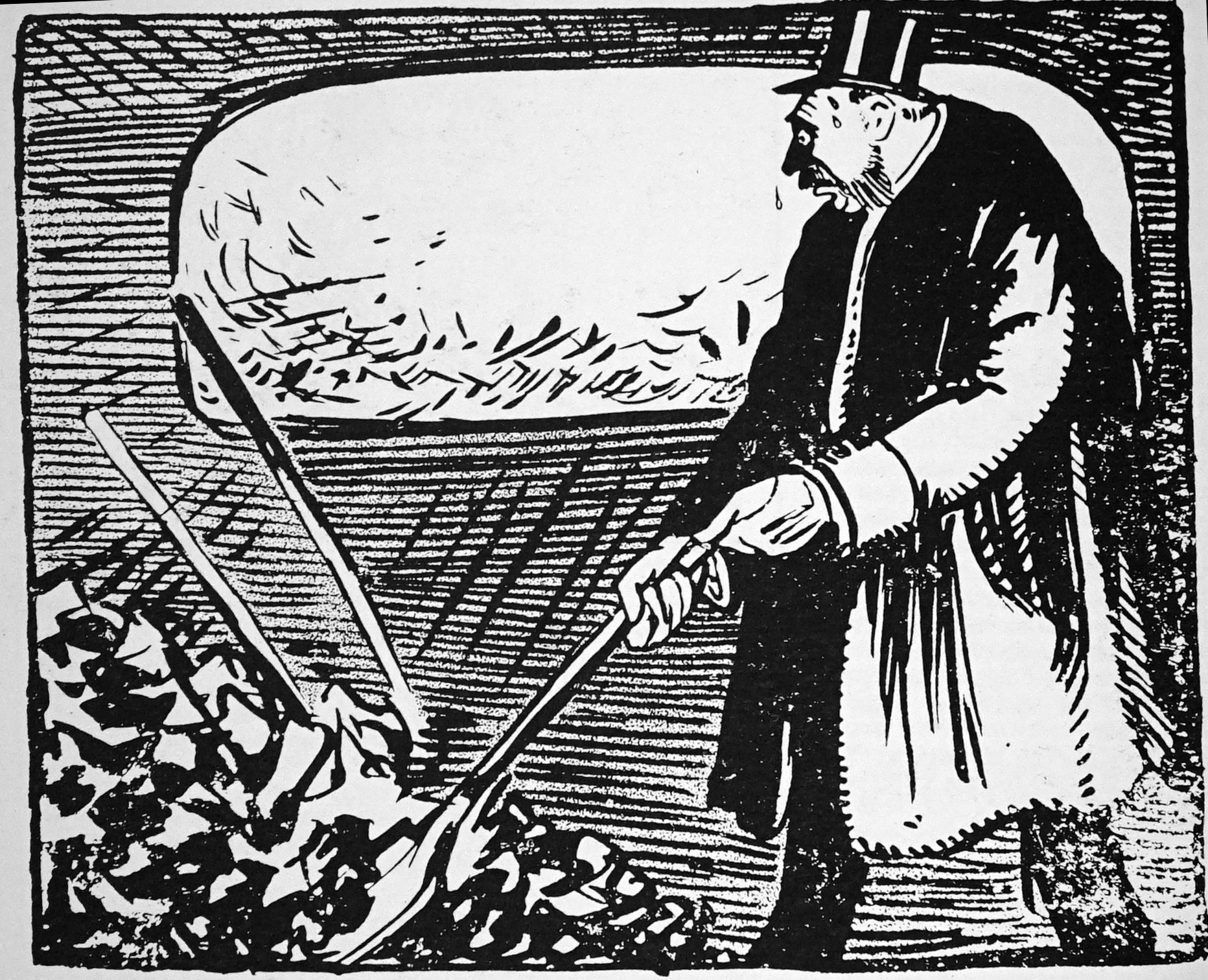
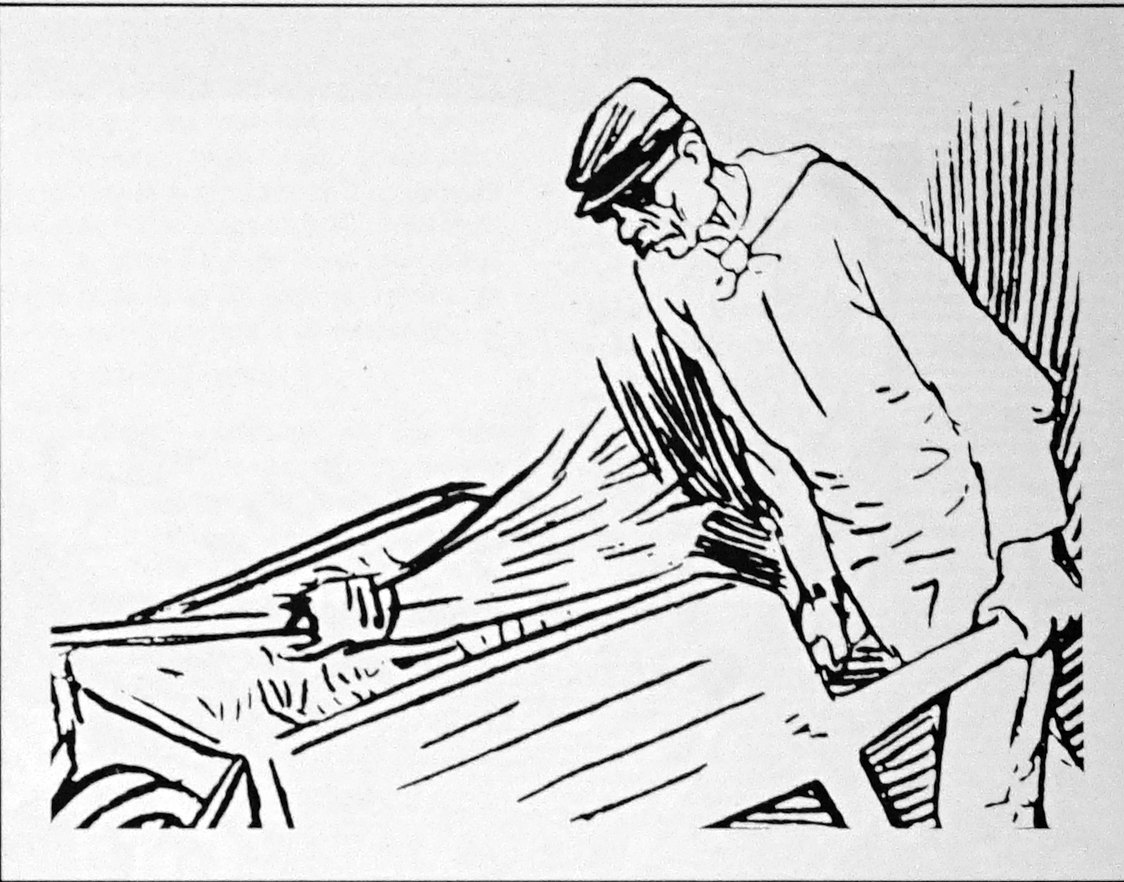

À côté de cela restent ses nombreuses contributions à L'Assiette au beurre, inclassable dans les deux catégories précédentes, qu'il signe parfois Crésus, Otto Bleitstift, To Day, Frisco Othman. Sa collaboration à ce magazine hebdomadaire, commencée en 1902, se poursuit plus de dix ans. Selon l'inventaire réalisé par Élisabeth et Michel Dixmier, il y dessine 46 numéros complets, participe à 38 autres et livre au moins 900 dessins soit 10 % de l'ensemble publié par ce journal.

### Le crayon au service du communisme (1920-1930)
Après la Première Guerre mondiale, admirateur de la révolution d'Octobre, il prend parti de mettre son talent au service du communisme.
En 1924 il est candidat du Bloc ouvrier et paysan en Loire-Atlantique, en tête de liste. Il obtient 2 495 voix (sur plus de 73 900 suffrages exprimés).
En novembre 1927, il participe au 10e anniversaire de la révolution russe à Moscou.
Jusque vers 1930, il publie ses dessins sous deux médias :
- Il collabore à la presse du PCF et de la CGTU. En 1926 L'Humanité fait paraître sur plusieurs numéros une série de ses dessins consacrée à l'URSS. Il dessine aussi pour La Vie Ouvrière.
- Il utilise l'édition de cartes postales pour populariser ses idées. La CGTU est son principal éditeur, et il s'auto-édite à l'occasion. Ainsi, vers 1925, il publie une série de cinq cartes postales dont l'objet serait, par cinq timbres poste, dont il propose la maquette à un hypothétique Soviet des PTT, d'illustrer sa vision de la société communiste future, la République soviétique française[8].

### Isadora Duncan

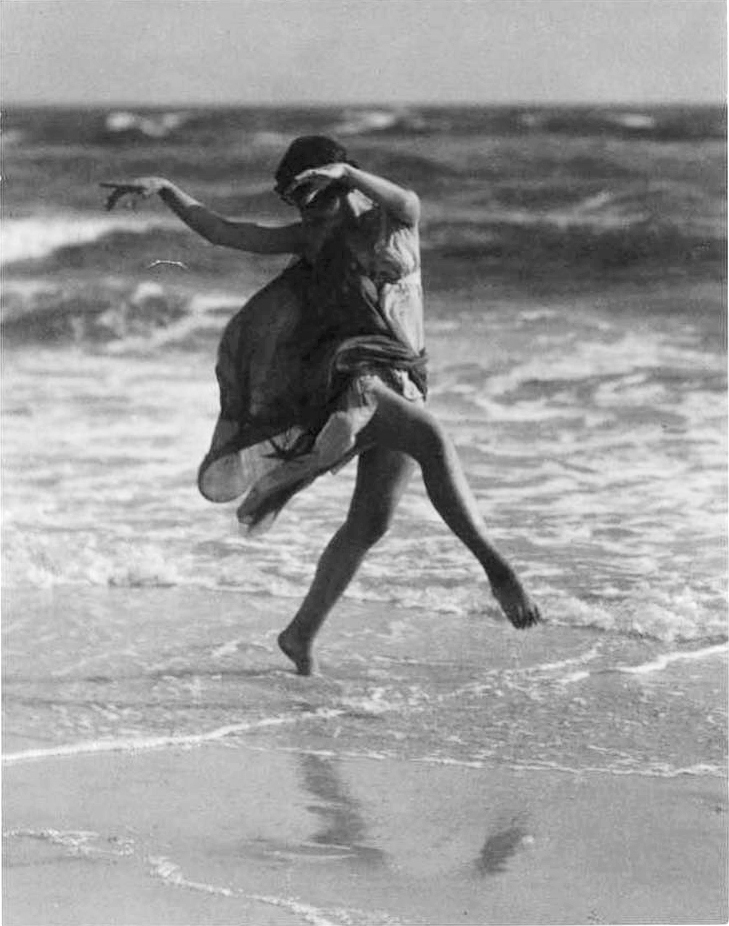
Isadora Duncan dansant sur la plage.

Sa rencontre avec Isadora Duncan se traduit par l'admiration vouée à la danseuse, engendrant de nombreux dessins que Grandjouan lui consacre. De plus, une amitié profonde se crée entre eux.

### Vie privée
Jules Grandjouan a eu quatre enfants avec Bettina Simon, institutrice proche des milieux ouvriers : Henri Grandjouan, ingénieur des mines, Jacques-Olivier Grandjouan, professeur de latin et promoteur du scoutisme, Edwige Grandjouan, dite Vige, professeur aux Beaux-Arts de Paris, qui épouse Jean Langevin, le premier fils de Paul Langevin, et Claire, morte en bas âge. Il a eu dix petits-enfants.

### Décès
Il meurt le 12 novembre 1968 à Nantes, et est enterré dans cette ville, au cimetière La Bouteillerie.

## Œuvre

### Ouvrages illustrés
- Guy de Maupassant, La Petite Roque, dessins de Grandjouan gravés sur bois par Georges Lemoine, Paul Ollendorff, 1903
- Urbain Gohier, L'Ascète au beurre [sic], 24 dessins, Paris, [éditeur inconnu], impr. chez la Veuve Albouy, [1903]
- Charles-Louis Philippe, Bubu de Montparnasse, illustré de 90 lithographies, La Librairie universelle, 1905
- Victor Charbonnel, Dieu, l'homme et le singe, dessins, La Raison, 1907
- Isadora Duncan, Écrits sur la danse, illustré de dessins originaux d'Antoine Bourdelle, José Clara et Granjouan, Éditions du Grenier, 1927
- La Russie vivante : images de la vie soviétique, chez Georges Dangon, Amitiés franco-soviétiques, 1927

### Rééditions
Ses œuvres ont été rééditées par sa petite-fille, Noémie Koechlin, la fille de Vige Langevin, à partir de 1995 :
- Inventaire Noémie Koechlin (inventaire de l'œuvre de Jules Grandjouan), Noémie Koechlin, Paris, 1995.
- Portraits de famille dessinés ou peints par Jules Grandjouan, Noémie Koechlin, Paris, 1995.
- Les ouvriers et les métiers, et Mes juges, 87 pages, Coiffard, Nantes, 1996.
- Vendée et Bretagne, 76 pages, Coiffard, Nantes, 1997.
- À Nantes, 152 pages, Noémie Koechlin, Paris, 1998.
- Dessins et textes de Jules Grandjouan, affichiste, 108 pages, Noémie Koechlin, Paris, 1999. (Autre forme du titre : Jules Grandjouan, affichiste)
- Jules Grandjouan dessine Isadora Duncan et l'Égypte et Venise, 144 pages, Noémie Koechlin, Paris, 2000.
- Dessins et légendes de Grandjouan dans l'Assiette au beurre, 208 pages, Noémie Koechlin, Paris, 2001.
- Jules Grandjouan, dessinateur de presse et illustrateur, 348 pages, Noémie Koechlin, Paris, 2003.

### Iconographie
- Affiches de Jules Grandjouan, sur le site increvables-anarchistes.org.

### Filmographie
- Entretien filmé avec Noémie Koechlin racontant son grand-père, Jules Grandjouan, réalisé par Jean-Claude Mouton, entretien par Fabienne Dumont, Nanterre, Bibliothèque de documentation internationale contemporaine (BDIC), 2001.
- Jules Grandjouan raconté par Noémie Koechlin, sa petite-fille, dans l'émission Artracaille, 29 janvier 2019.